# سان خيرونيمو في غرفته (نقش)
سان خيرونيمو في مكتبه (بالألمانية: Der heilige Hieronymus im Gehäus) هو نقش للفنان الألماني ألبرتو دورر (ألبرشت دورر). تم تنفيذه في عام 1514. يشكل مع عملَي "الفارس، الموت والشيطان" و"الكآبة الأولى" ثلاثية من أعمال النقش التي تُعتبر ذروة دورر كفنان نقش، وتُعرف بالألمانية باسم "Meisterstiche" أي "النقوش الرئيسية".
منذ عام 1510، ركز دورر أكثر على إنتاج النقوش بدلاً من الرسم، جزئيًا لأسباب تجارية. على الرغم من أن اللوحات كانت تُباع بأسعار أعلى من النقوش، فإن النقوش كانت تُطبع بعدد نسخ كبيرة، مما يتيح توزيعًا أسرع ودخلًا مستمرًا. في الفترة بين 1513 و1514، قام دورر بنقش هذه الأعمال الثلاثة الرائعة، حيث أصبحت الكماليات التقنية والفنية وسيلة لنقل أفكار مجسدة في صور رمزية. يُعتبر نقش "سان جيرونيمو في مكتبه" ذروة هذه الثلاثية. مثل نقوشه الأخرى، يتميز هذا العمل بتعدد الرموز الأيقونية.
تقليديًا، يُطلق على هذا النقش اسم "سان خيرونيمو في زنزانته"، لكن مصطلح الزنزانة غير دقيق. الكلمة الألمانية الأصلية في العنوان "Gehäus" تعني منزل أو غرفة أو مكتب، وهي كلمة قديمة نادرة الاستخدام. في الإسبانية، يُفضل ترجمتها إلى "مكتب" أو "غرفة دراسة" بدلاً من زنزانة رهبانية، وهي المصطلحات المعتادة للأعمال التي تُصور قديسين مثل سان خيرونيمو أو سان أغسطين في أماكن دراستهم.

## المحتوى والرمزية
يجلس سان خيرونيمو خلف مكتب في اللوحة، وهو نوع من المكاتب شائع في عصر النهضة. 
كان يعتمد في رسمه على الفضيلة اللاهوتية.
في زاوية المكتب توجد صليب. إذا تخيلت خطًا وهميًا من رأس خيرونيمو إلى الصليب، يتجه نظر المشاهد إلى جمجمة بالقرب من النافذة. الصليب والجمجمة مرتبطان بالقيامة والموت. يترك العمل سؤالًا مفتوحًا للمشاهد: هل ستنتصر الحياة أم الموت في النهاية؟
على جدار الغرفة الخلفي معلّق قبعة كاردينال. خيرونيمو لم يُمنح رتبة الكاردينال رسميًا، لكن الأيقونة تنسب له الكاردينالية لأنه كان سكرتيرًا للبابا. من سقف الغرفة الخشبي تتدلى قرعة كبيرة تشير إلى مشهد كتابي من حياة يونان. الذي ترجم سان خيرونيمو قصته من اليونانية إلى اللاتينية بشكل غير دقيق حسب بعض النقاد. خيرونيمو قال إن يونان استظل تحت نبات القرعة، لكن قراء آخرين للنص اليوناني فهموا أن النبات كان الخروع. في مقدمة المشهد يظهر أسد، وهو جزء تقليدي من أيقونات خيرونيمو، وكلب نائم، حيوان يظهر كثيرًا في أعمال دورر ويرمز إلى الوفاء.
العمل متميز بالدقة الكبيرة في التفاصيل والصنعة الرفيعة، بالإضافة إلى المنظور المتقن والترتيب المثالي للأشكال. الفنان والكاتب خيورخيو فازاري مدح هذه الصورة باعتبارها القمة التي لا تُضاهى في فن النقش. المشهد مليء بتفاصيل صغيرة تجذب عين المشاهد، وهي نموذجية للنهضة الشمالية وأعمال دوريرو، مثل نوافذ الزجاج المقسّى وملمس المواد المختلفة كالخشب والأقمشة.

## التفسير
تم اعتبار هذه اللوحة جزءًا من مجموعة واعية من نقوش "مايسترتشي" (النقوش الرئيسية)، إلى جانب "الفارس، الموت والشيطان" (1513) و"الكآبة الأولى" (1514). يشكلون معًا ثلاثية من النقوش التي تشمل تمثيلات للثلاثة أنواع من الفضائل وثلاث مجالات نشاط حسب تصنيف ما زال يعود للعصور الوسطى. "الفارس، الموت والشيطان" تمثل المجال الأخلاقي و"الحياة الفاعلة". "الكآبة الأولى" تمثل المجال الفكري، وتشكل رابطًا بين العالم العقلاني للعلوم والعالم الخيالي للفنون.في هذه الفرضية، يرمز "سان خيرونيمو في مكتبه" إلى اللاهوت و"الحياة التأملية" للراهب الذي يصل إلى الحكمة من خلال الدراسة والتأمل.
بالنسبة لتوقيع دورر في هذا النقش، ظهرت نظرية تفيد بأن هذا العمل هو تكريم من دورر ليوناردو دا فينشي. رقم 1514 زائد 1 (القيمة الرقمية لحرف A) زائد 4 (القيمة الرقمية لحرف D) يشير إلى عام 1519، سنة وفاة ليوناردو دا فينشي. بل أكثر من ذلك، يشبه خيرونيمو صورة ذاتية لدا فينشي.

## روابط خارجية
- حول نظرية العلاقة بين هذا بورتريه لخيرونيمو وليوناردو دا فينشي